# Гадеа, Серхио
Серхио Гадеа Паниселло (исп. Sergio Gadea Panisello; род. 30 декабря 1984 года, Пусоль, Испания) — испанский мотогонщик, участник чемпионата мира шоссейно-кольцевых мотогонок MotoGP. За карьеру одержал 3 победы на этапах серии Гран-При.

## Биография
В отличие от других гонщиков, Серхио поздно начал свою карьеру в гоночном мотоцикле, а именно в возрасте 16 лет.
В 2001 году он участвовал в Формуле продвижения банка. Первоначально его подход состоял в том, чтобы работать в категории 50cc, но, поскольку ему было уже 16 лет, он перешел непосредственно к оспариванию режима 125cc. Все пошло не так, и он закончил чемпионат на 9-й позиции, что является неплохим результатом, учитывая, что это было его первым соревнованием.
Лучшим его результатом по итогам сезона стали 2 раза на 5 месте в классе 125cc (в 2006 и 2009 годах).
После завершения профессиональных выступлений в мотоспорте Серхио стал инструктором по прыжкам с парашютом.